# Literaturhaus Zürich
Literaturhaus Zürich és un centre cultural i una societat literària de Suïssa. Va ser fundada el 1999 per la societat museística Museumsgesellschaft Zürich. Ha estat subvencionada per la ciutat de Zúric des del 2002 i patrocinada des del 2001 pel Zürcher Kantonalbank.
La Literaturhaus és un lloc públic de trobada on s'organitzen lectures, debats, tallers i altres activitats. L'edifici també acull una biblioteca literària amb llibres en quatre idiomes i dues sales de lectura amb diaris i revistes. Les sales de biblioteca i de lectura estan reservades als membres de la societat museística.